# Presa Bunji
La presa Bunji es un gran proyecto hidroeléctrico propuesto en el río Indo, en Bunji, Gilgit Baltistán, Pakistán. Es el mayor proyecto hidroeléctrico de Pakistán.
El estudio de viabilidad del proyecto ha sido realizado por las consultoras conjuntas Artelia y Sogreah Consultants de Francia, Nippon Koei de Japón y Development, Mott MacDonald del Reino Unido y Management consultants, DMC de Pakistán. La presa de CCR de gravedad tendrá 190 m de altura y una capacidad instalada de 7100 MW. En 2009, Pakistán y China firmaron un memorando de entendimiento para la construcción de la presa de Bunji. El acuerdo se firmó entre el Ministerio de Agua y Energía de Pakistán y la Corporación del Proyecto de las Tres Gargantas de China. El coste de construcción de la presa es de 8.100 millones de dólares.

## Descripción de proyecto
El proyecto está situado en el río Indo, cerca de Gilgit. La central eléctrica y la presa están a 560 km y 610 km, respectivamente, de Islamabad.
La Autoridad de Desarrollo de Agua y Energía (Water and Power Development Authority, WAPDA) completó el informe de prefactibilidad en marzo de 2005. El acuerdo de consultoría se ha prorrogado hasta septiembre de 2012. Se espera que el informe final esté terminado y se emita hasta el 30 de septiembre de 2012. El Ministerio de Agua y Energía tiene previsto ejecutar el proyecto a través de PPIB. Bunji Consultants JV debe completar el informe de diseño, la preparación de los documentos de licitación y el PC-I teniendo en cuenta la investigación completada y en curso hasta el 30 de septiembre de 2012. Esquema de transmisión para la dispersión de la energía del proyecto hidroeléctrico de Bunji a los principales centros de carga de la red nacional. El coste estimado es de 8.100 millones de dólares.

## Diseño
En mayo de 2013, la Autoridad de Desarrollo de Agua y Energía (Water and Power Development Authority, WAPDA) completó el diseño de ingeniería y los documentos de licitación del Proyecto Hidroeléctrico Bunji de 7.100 megavatios (MW).